# Porphyrinia carthami
Porphyrinia carthami là một loài bướm đêm trong họ Noctuidae.